# Roma (thiết giáp hạm Ý, 1940)
Roma là một thiết giáp hạm của Regia Marina (Hải quân Hoàng gia Ý). Được đặt theo tên của thành phố Roma, đây là thiết giáp hạm thứ ba của lớp Littorio và là một trong những thiết giáp hạm tân tiến nhất của Hải quân Hoàng gia Ý trong Chiến tranh Thế giới thứ hai. Do căng thẳng leo thang trên toàn thế giới, cùng với lo ngại rằng chỉ với hai thiết giáp hạm lớp Littorio (Littorio và Vittorio Veneto) và các thiết giáp hạm cũ thời Chiến tranh Thế giới thứ nhất, Hải quân Hoàng gia Ý vẫn không có đủ sức mạnh để chống lại Hạm đội Địa Trung Hải của Hải quân Hoàng gia Anh và Pháp, nên người Ý đã đi đến quyết định đóng thêm hai thiết giáp hạm lớp Littorio là Roma và Impero. Được hạ thủy sau bốn năm so với hai thiết giáp hạm đầu tiên cùng lớp, Roma đã nhận được nhiều sự cải tiến nhỏ trong thiết kế, bao gồm việc tăng phần nổi ở khu vực mũi tàu.
Roma được đưa vào hoạt động ngày 14 tháng 6 năm 1942, nhưng tình trạng khan hiếm nhiên liệu ở Ý tại thời điểm đó đã cản trở việc ra khơi chinh chiến của tàu; thay vào đó, cùng với Littorio và Vittorio Veneto, Roma được hoạt động với vai trò pháo đài phòng không tại một số thành phố ở Ý. Trong thời gian neo đậu ở La Spezia, con tàu bị hư hại hai lần trong các đợt không kích của máy bay ném bom Đồng Minh trong tháng 6 năm 1943. Sau đợt sửa chữa kéo dài từ tháng 7 tới tháng 8 ở Genoa, Roma được chọn làm soái hạm của Đô đốc Carlo Bergamini trong một hạm đội lớn gồm ba thiết giáp hạm lớp Littorio, tám tuần dương hạm và tám khu trục hạm. Hạm đội dự định sẽ tham gia đánh chặn hạm đội Đồng Minh đang tiến về Salerno để hỗ trợ cuộc đổ bộ vào Ý ngày 9 tháng 9 năm 1943. Tuy nhiên, ngày 3 tháng 9 năm 1942, Hiệp định Đình chiến Cassibile được ký kết, nước Ý chính thức bước ra khỏi cuộc chiến và chiến dịch đánh chặn buộc phải hủy bỏ. Theo các thỏa thuận với phe Đồng Minh, Roma, cùng với toàn bộ hạm đội Ý, được lệnh khởi hành về La Maddalena (Sardinia), và sau đó là Malta để đầu hàng quân đội Anh.
Khi đang di chuyển qua Eo biển Bonifacio, hạm đội Ý bị tấn công bởi một tốp máy bay Dornier Do 217 được trang bị bom thông minh Fritz X, thuộc Không đoàn KG 100 (Kampfgeschwader 100) của Không quân Đức Quốc Xã. Cuộc tấn công đầu tiên không gây được thiệt hại gì cho hạm đội Ý, nhưng cuộc tấn công thứ hai đã làm hư hại đáng kể thiết giáp hạm Italia (gốc-Littorio) và Roma. Quả Fritz X đầu tiên ném trúng Roma lúc 15:52, khiến con tàu bị ngập nặng tại hai phòng lò hơi và phòng động cơ phía sau. Lửa bùng lên ở khu vực bên trong đuôi tàu và Roma dần bị thất tốc. Không lâu sau quả bom đầu tiên, một quả Fritz X nữa được ném trúng khu vực mũi tàu và phát nổ ngay tại phòng động cơ phía trước, khiến nước tràn vào mất kiểm soát và kích nổ hầm đạn tại tháp pháo 381 mm số 2. Roma chìm trong tư thế lập úp và gãy làm đôi, đem theo sinh mạng của 1.393 thành viên thủy thủ đoàn, trong đó có Đô đốc Carlo Bergamini.

## Bối cảnh

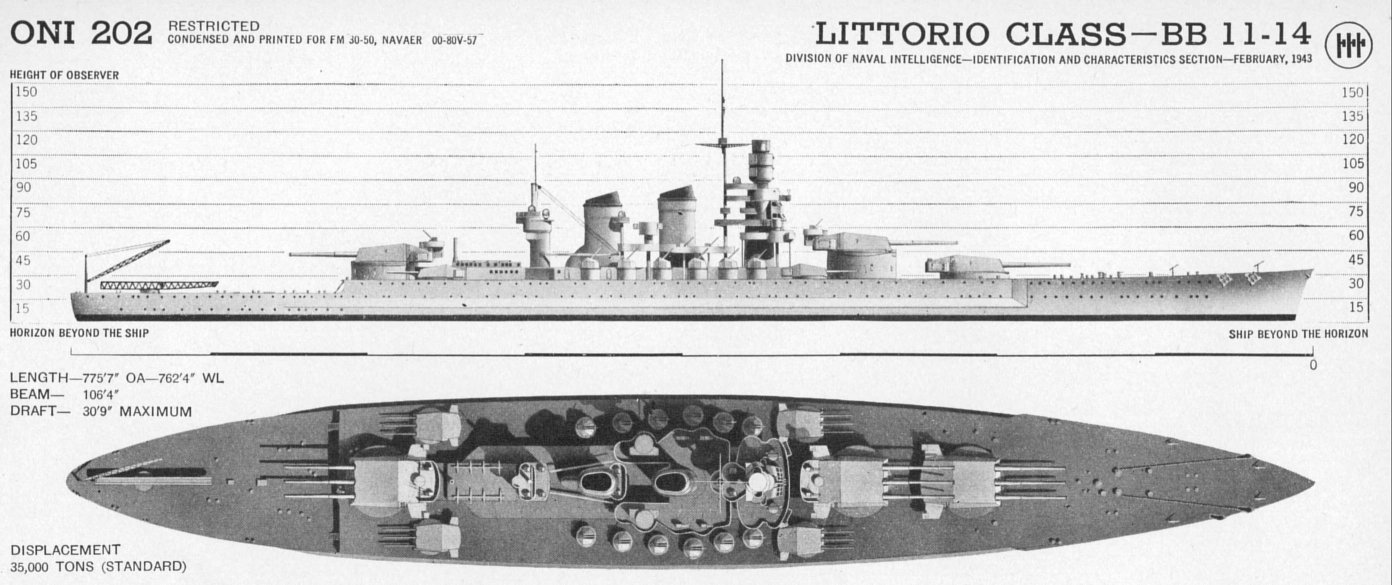
Bản vẽ thiết kế lớp thiết giáp hạm Littorio của Văn phòng Tình báo Hải quân Hoa Kỳ.

Lãnh tụ Phát Xít Ý, Benito Mussolini, đã không cấp phép thực hiện bất kỳ đợt tái vũ trang hải quân lớn nào cho đến năm 1933. Đầu năm 1933, sau khi Mussolini chính thức ký quyết định tái vũ trang hải quân, hai thiết giáp hạm cũ lớp Conte di Cavour được đưa đi tái cấu trúc và hai thiết giáp hạm lớp Littorio là Littorio và Vittorio Veneto được đặt lườn vào năm 1934. Tháng 5 năm 1935, Bộ Hải quân Hoàng gia Ý bắt đầu soạn thảo một chương trình xây dựng hải quân kéo dài năm năm bao gồm bốn thiết giáp hạm, ba hàng không mẫu hạm, bốn tuần dương hạm, 54 tàu ngầm và 40 tàu chiến cỡ nhỏ hơn. Tháng 12 năm 1935, Đô đốc Domenico Cavagnari đề xuất với Mussolini rằng, ngoài những tàu chiến khác, họ sẽ phải cần thêm hai thiết giáp hạm lớp Littorio để có đủ khả năng chống lại hạm đội hùng mạnh của Anh và Pháp, và nếu hai nước này hợp lực với nhau, họ sẽ dễ dàng áp đảo hoàn toàn hạm đội của Ý. Mussolini ban đầu chưa đồng ý với quyết định trên, nhưng sau đó đã cho phép Hải quân Ý lập kế hoạch đóng thêm hai con tàu lớp Littorio vào tháng 1 năm 1937, theo Chương trình Mở rộng Hải quân vào năm 1938. Vào tháng 12 cùng năm, việc đóng thêm hai chiếc của lớp Littorio được chấp thuận, và hai con tàu đó được đặt tên là Roma và Impero.
Do được hạ thủy sau chiếc Littorio và Vittorio Veneto gần bốn năm, Roma đã được áp dụng nhiều cải tiến mới trong thiết kế nhằm nâng cao tính hiệu quả của tàu. Nổi bất nhất là phần mũi tàu của Roma, được thiết kế lại dựa trên kinh nghiệm của Vittorio Veneto, với kiểu dáng mới, cao hơn và được gia tăng phần nổi giúp con tàu di chuyển êm hơn trên mặt nước.

## Đặc tính

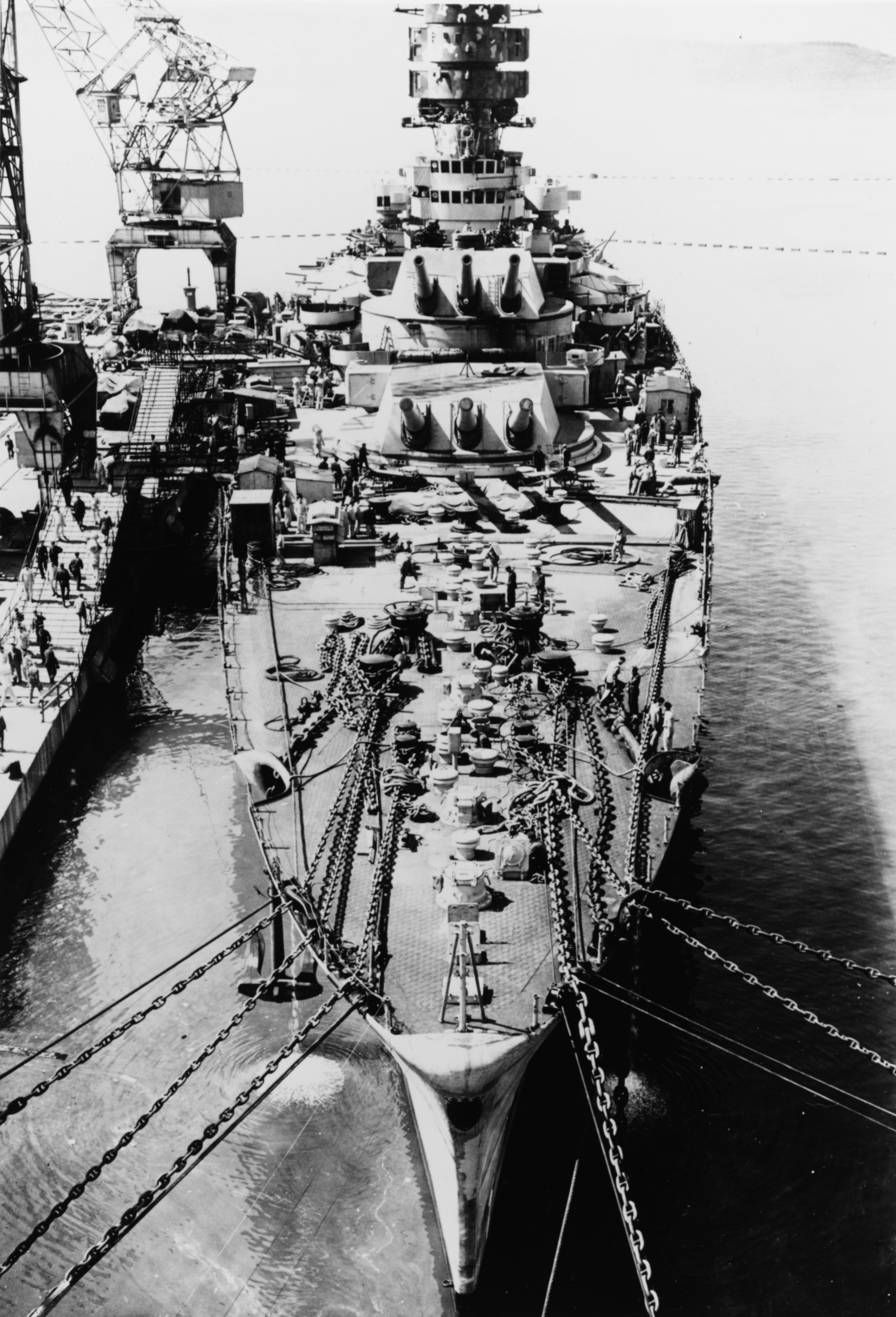
Thiết giáp hạm Roma trong quá trình lắp đặt trang thiết bị tại Xưởng Đóng tàu C.R.D.A vào năm 1942.

Roma có chiều dài tổng thể là 240,68 mét (735,1 ft), mức mớn nước đạt 9,6 mét (31 ft) và cao 32,82 mét (107,7 ft). Roma có mức choán nước tiêu chuẩn là 41.650 tấn và 46.215 tấn khi đầy tải. Về bản chất, điều này đã vi phạm nghiêm trọng các điều khoản được đặt ra trong Hiệp ước Hải quân Washington, vì Hiệp ước chỉ quy định các quốc gia chỉ được phép hạ thủy các tàu chủ lực có mức choán nước tối đa là 35.000 tấn/tàu. Tuy vậy, Hải quân Ý đã khéo léo đánh tráo thông tin và thuyết phục được các đoàn khảo sát rằng lớp Littorio của họ vẫn nằm trong giới hạn mà hiệp ước áp đặt. Hệ thống động cơ của tàu bao gồm bốn động cơ tuabin hơi nước Belluzzo được cung cấp năng lượng bởi tám nồi hơi Yarrow chạy bằng dầu. Động cơ của tàu đạt công suất trục là 128.200 mã lục (95.600 kW) và đạt tốc độ tối đa là 30 knot (56 km/h; 35 mph). Tàu có biên chế thủy thủ đoàn theo mức tiêu chuẩn là 80 sĩ quan và 1.750 thủy thủ, và con số này tăng lên thành 1.950 sĩ quan và thủy thủ khi Roma được chọn làm soái hạm của hạm đội trong giai đoạn cuối của cuộc chiến.

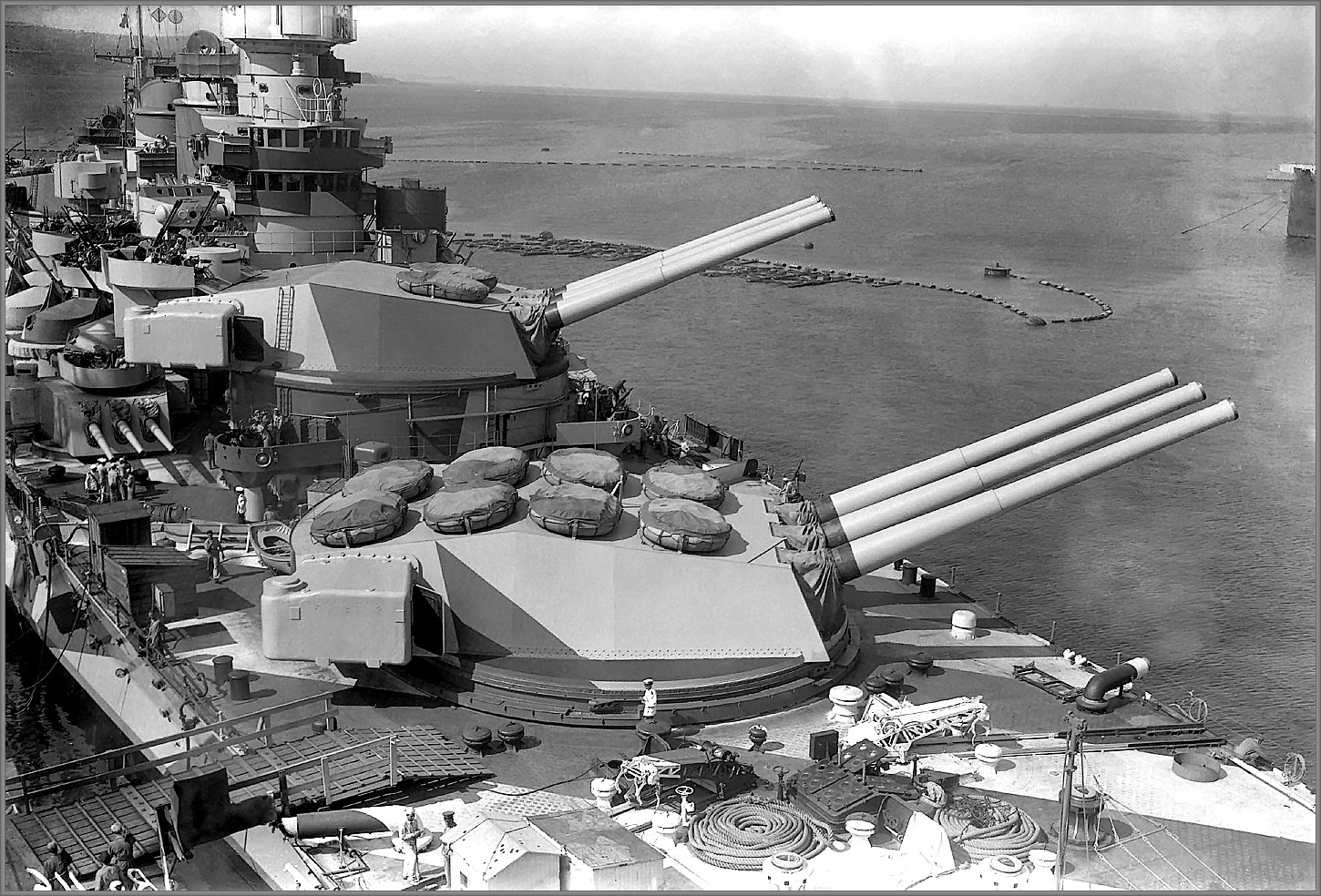
Tháp pháo 381 mm số 1 và 2 của thiết giáp hạm Roma.

Hệ thống pháo chính của Roma bao gồm chín khẩu pháo 381 mm L/50 Ansaldo 1934 được chia đều ra ba tháp pháo ba nòng, hai tháp pháo đặt ở trước đài chỉ huy và một tháp đặt ở cuối hệ thống thượng tầng. Hệ thống vũ khí phụ của tàu bao gồm 12 khẩu pháo 152 mm (6.0 in) L/55 Ansaldo Model 1934, được chia đều cho bốn tháp pháo ba nòng. Hai tháp pháo 152 mm được đặt hai bên tháp pháo 381 mm số 2 và hai tháp còn lại được đặt ở hai bên rìa tháp pháo 381 mm số 3. Hệ thống pháo phòng không của tàu bao gồm 12 khẩu pháo 90 mm (3.5 in) L/50 mạnh mẽ được đặt ở bên bên thượng tầng của tàu, 12 khẩu pháo 37 mm (1.5 in) L/54 và 16 pháo 20 mm (0.79 in) L/65 (sau được bổ sung lên 28 khẩu 20 mm). Pháo 90 mm có nhiệm vụ cung cấp hỏa lực phòng không tầm xa cho tàu, và được đặt trong các ụ riêng lẻ với hệ thống ổn định chạy biệt lập. Tốc độ bắn của pháo 90 mm là 12 viên/phút và có trần bay khoảng 10.800 m. Pháo 37 mm và 20 mm có nhiệm vụ cung cấp hỏa lực phòng không tầm gần và có tầm bắn hiệu quả lần lượt là 4.000 mét và 2.500 mét. Ngoài ra, con tàu còn được lắp đặt bốn khẩu pháo 120 mm (4.7 in) L/40 làm nhiệm vụ bắn pháo sáng. Hệ thống radar EC 3 ter 'Gufo', có khả năng quét được các mục tiêu trên mặt biển trong khoảng cách 30 kilomét và máy bay ở khoảng cách 80 kilomét, được lắp đặt vào tháng 7 năm 1943.
Đai giáp chính của Roma bao gồm lớp giáp đồng chất dày 70 mm đặt ở bên ngoài và lớp giáp trát xi măng dày 280 mm được đặt phía sau tấm giáp đồng chất. Con tàu được lắp đặt Hệ thống đai chống ngư lôi Pugliese - một trong những hệ thống chống ngư lôi hiệu quả nhất trong Chiến tranh Thế giới thứ hai. Boong tàu bao gồm một lớp giáp đồng nhất dày 36 mm đặt trên một lớp giáp dày 9 mm; lớp giáp trên khu vực boong tàu sẽ thay đổi tùy thuộc vào không gian và vị trí chúng bảo vệ. Ở khu vực khoang chứa đạn, boong tàu dày 162 mm. Tại khu vực khoang động cơ, độ dày của boong được giảm xuống còng 110 mm và 90 mm ở các khu vực còn lại. Bệ tháp pháo chính của tàu được bảo vệ bởi một lớp giáp tráng xi măng dày 350 mm ở bên trên boong tàu và giảm xuống còn 280 mm ở bên dưới boong tàu. Mặt trước của các tháp pháo chính dày 350 mm, hai bên tháp và trần dày 200 mm và 130 mm ở khu vực hông tháp pháo. Tháp pháo phụ 152 mm được đặt trong các bệ dày 150 mm ở trên boong tàu và 100 mm ở dưới boong tàu. Mặt trước tháp pháo 152 mm dày 280 mm và 70 mm ở hai mặt bên. Hệ thống pháo phòng không của tàu được bảo vệ bởi các tấm thép chống đạn có độ dày từ 12 mm tới 40 mm. Con tàu được lắp đặt một máy phóng thủy phi cơ, và được trang bị ba thủy phi cơ trinh sát IMAM Ro.43 hoặc tiêm kích Reggiane Re.2000.

## Lịch sử hoạt động

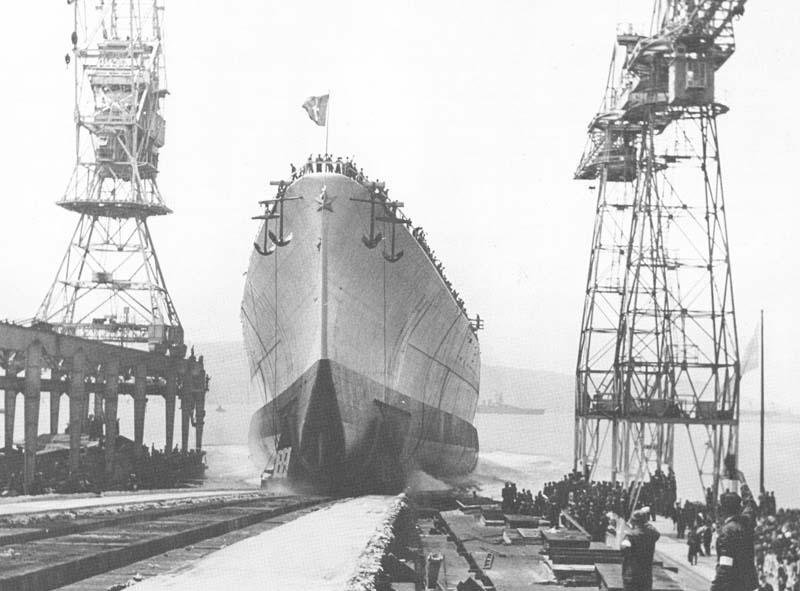
Roma trong buổi lễ hạ thủy, 9 tháng 6 năm 1940.

Roma được đặt lườn tại Xưởng Đóng tàu Cantieri Riuniti dell'Adriatico vào ngày 18 tháng 9 năm 1938 và được hạ thủy vào ngày 9 tháng 6 năm 1940. Sau hơn hai năm lắp đặt trang thiết bị, con tàu được đưa vào biên chế Hải quân Hoàng gia Ý vào ngày 14 tháng 6 năm 1942. Roma sau đó khởi hành về căn cứ hải quân ở Taranto vào ngày 21 tháng 8 và gia nhập Hải đoàn Thiết giáp hạm số 9 của Đô đốc Carlo Bergamini. Dù được tăng cường tham gia các buổi huấn luyện và nhiều lần thuyên chuyển tới các căn cứ khác nhau như Taranto, Napoli và La Spezia, nhưng Roma không được tham gia bất kỳ chiến dịch tấn công hay đánh chặn nào do Hải quân Ý đang gặp vấn đề khan hiếm nhiên liệu trầm trọng. Vào cuối năm 1942, Hải quân Ý chỉ còn duy nhất ba thiết giáp hạm lớp Littorio được đặt ở trạng thái sẵn sàng chiến đấu, vì tình trạng thiếu nhiên liệu đã khiến họ phải ưu tiên nhiên liệu cho ba chiếc thiết giáp hạm tân tiến nhất. Kết quả là bốn chiếc thiết giáp hạm cũ khác cùng phần lớn các tàu cỡ nhỏ hơn phải cho ngừng hoạt động, và khả năng tác chiến của Hải quân Hoàng gia Ý gần như không còn khi họ không có đủ tàu để làm nhiệm vụ hộ tống các tàu chiến chủ lực lớp Littorio.

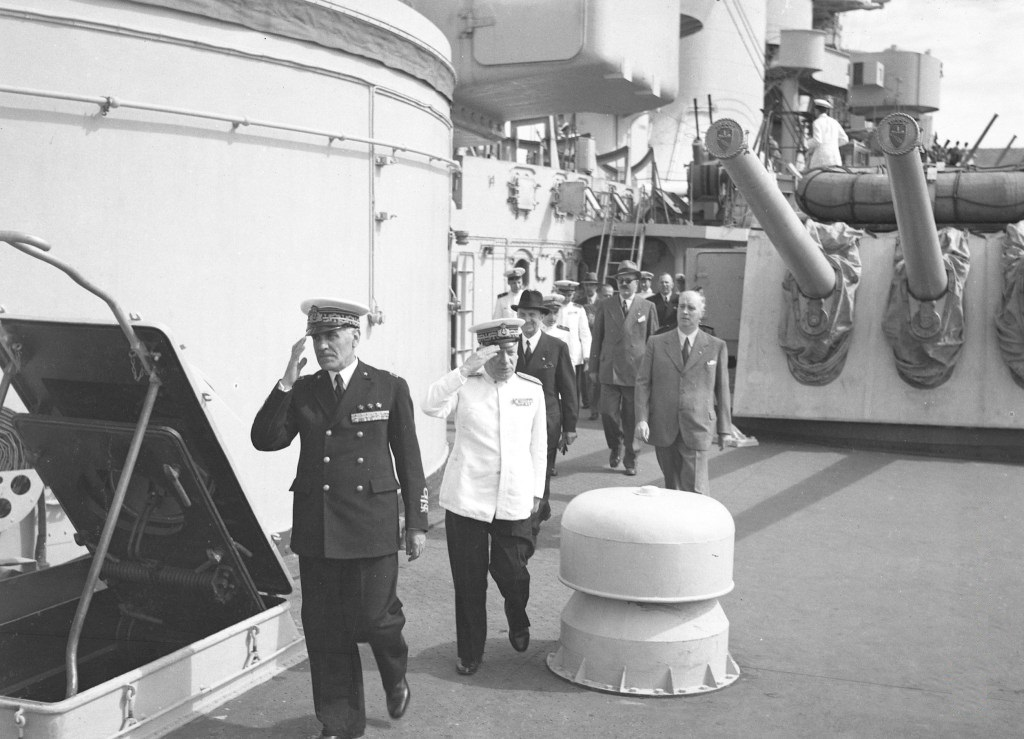
Đô đốc Carlo Bergamini (đi đầu) trên thiết giáp hạm Roma.

Ngày 12 tháng 11, Roma cùng Vittorio Veneto và Littorio được lệnh rời Taranto về Naples sau khi cuộc đổ bộ của quân đội Đồng Minh vào Bắc Phi diễn ra và tháng 11. Trên đường đi, chúng bị tàu ngầm HMS Umbra của Hải quân Hoàng gia Anh tấn công, nhưng không quả ngư lôi nào được bắn trúng và ba con tàu cập bến Naples bình an vô sự. Ngày 4 tháng 12, máy bay ném bom Mỹ không kích Naples nhằm tiêu diệt hạm đội Ý neo đậu ở đây, nhưng chỉ phá hủy một tuần dương hạm và khiến hai chiếc khác cùng bốn khu trục hạm bị hư hại. Hai ngày sau, Roma, Vittorio Veneto và Littorio khởi hành về La Spezia, nơi Roma được chọn làm soái hạm của Hải quân Hoàng gia Ý. Chúng neo đậu ở đó trong suốt sáu tháng đầu năm 1943 mà không tiến hành bất kỳ chiến dịch đánh chặn nào.

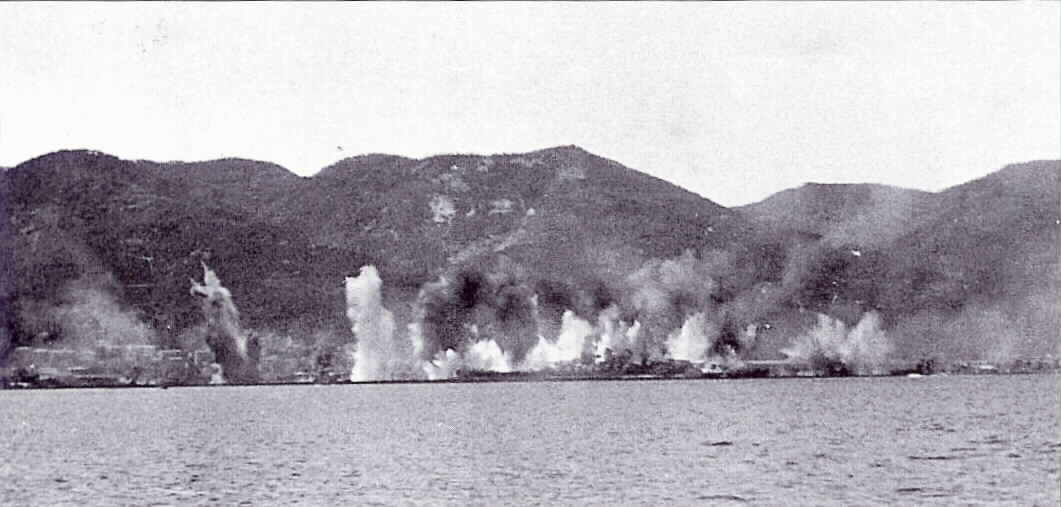
Thiết giáp hạm Roma trong một đợt không kích của máy bay Đồng Minh tại La Spezia, ngày 5 tháng 6 năm 1943.

Trong thời gian neo đậu ở La Spezia, hạm đội Ý liên tục hứng chịu các đợt ném bom của máy bay Đồng Minh. Roma sống sót qua các đợt không kích vào ngày 14 và 19 tháng 4 năm 1943, nhưng cuộc không kích của máy bay Mỹ vào ngày 5 tháng 6 đã làm hư hại đáng kể chiếc Vittorio Veneto và Roma. Hai quả bom xuyên giáp 908 kg thả từ máy bay B-17 đã phát nổ ở hai bên sườn chiếc Roma. Quả bom thứ ba được ném trúng mạn phải của tàu, xuyên thẳng qua lườn tàu trước khi phát nổ dưới biển. Tuy vậy quả bom đó đã tạo một lỗ thủng lớn ở khoang 221, nước tràn vào liên tục khiến khu vực khoang 221-226 và khu vực mũi tàu đến khoang 212 bị ngập nặng. Một quả bom phát nổ bên sườn tàu cũng tạo ra vài chỗ rò rỉ nằm rải rác ở một khu vực rộng 2,8 mét vuông từ khoang 198 tới khoang 207. Khoảng 2.390 tấn nước đã tràn vào bên trong tàu.
Roma tiếp tục gặp hư hại bởi hai quả bom trong một cuộc không kích khác vào ngày 23-24 tháng 6. Một quả được ném trúng khu vực đuôi tàu, ở bên phải tháp pháo 381 mm số 3, phá hủy một số phòng nghỉ của thủy thủ và làm hỏng các ống dẫn nước tại khu vực đó. Quả bom thứ hai rơi trúng trần của tháp pháo 381 mm số 3, nhưng không gây thiệt hại đáng kể do độ dày của trần tháp pháo đã hấp thụ toàn bộ vụ nổ. Roma sau đó khởi hành tới Genoa để sửa chữa và đến nơi vào ngày 1 tháng 7. Sau khi việc sửa chữa hoàn tất, con tàu quay trở lại La Spezia vào ngày 13 tháng 8.

### Bị đánh chìm
Dưới sự chỉ huy của Đô đốc Carlo Bergamini, Roma cùng phần lớn hạm đội Ý - trong đó có thiết giáp hạm Vittorio Veneto và Italia (gốc-Littorio), tuần dương hạm Eugenio di Savoia, Raimondo Montecuccoli, và Emanuele Filiberto Duca d'Aosta, cùng với tám khu trục hạm, rời La Spezia vào ngày 9 tháng 9 năm 1943, một ngày sau khi Ý ký kết Hiệp định Đình chiến Cassiblile và rút khỏi cuộc chiến. Khi đang trên đường đi, thêm ba tuần dương hạm khởi hành từ Genoa là Luigi di Savoia Duca degli Abruzzi, Giuseppe Garibaldi, và Attilio Regolo, gia nhập với họ.

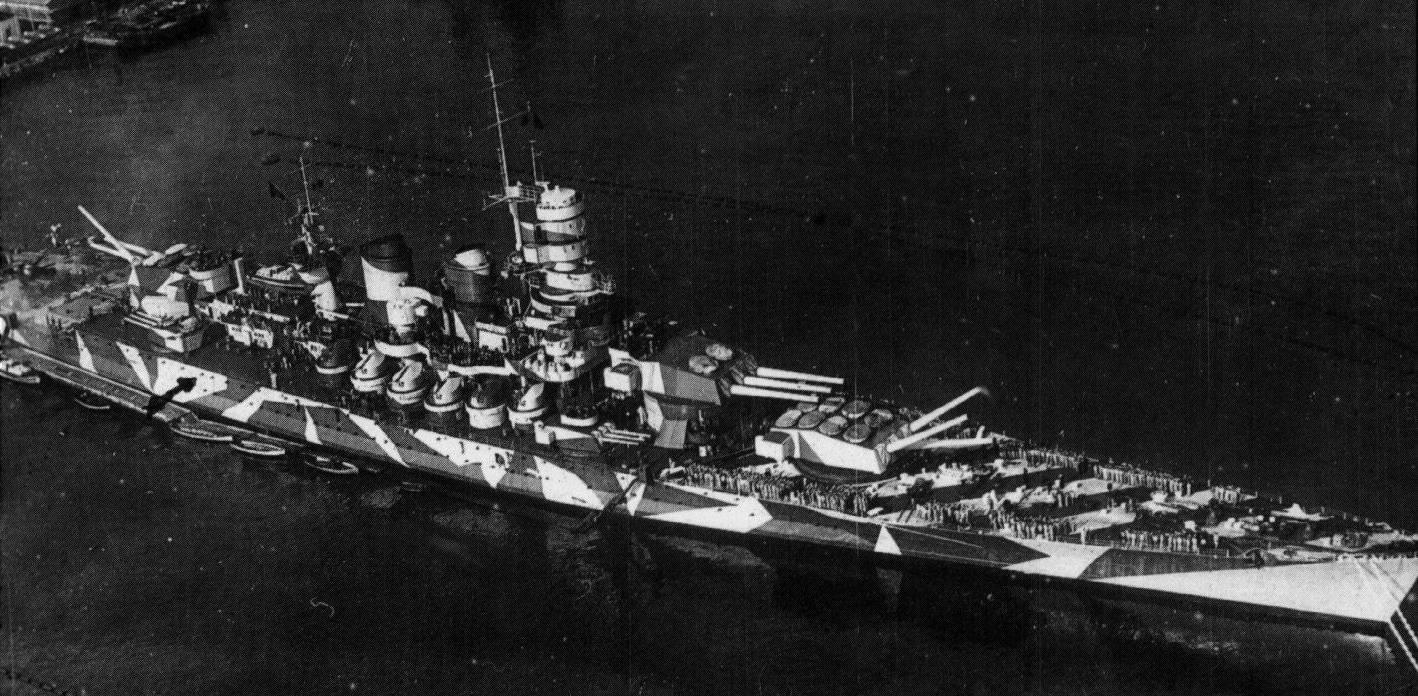
Roma đang neo đậu ở La Spezia, năm 1943.

Theo kế hoạch, hạm đội của Đô đốc Bergamini đang chuẩn bị xuất chinh về Salerno để tấn công hạm đội vận tải của Đồng Minh làm nhiệm vụ hỗ trợ cuộc đổ bộ vào Ý (Chiến dịch Avalanche). Tuy nhiên, việc ký kết Hiệp định Cassiblile buộc Đô đốc Bergamini phải hủy bỏ nhiệm vụ. Trong khi quân đội Đức ở Ý đang tiến hành Chiến dịch Aches, Bergamini được lệnh rời La Spezia và tiến vào khu vực quân Đồng Minh kiểm soát để tránh tàu chiến của ông rơi vào tay quân Đức. Tuy nhiên, Bergamini không được thông tin chi tiết về hiệp định đình chiến và ông không chắc chắn được về kết cục của hạm đội ông khi cập cảng của Đồng Minh kiểm soát. Ngoài ra, kế hoạch ban đầu của ông là phải sơ tán Vua Victor Emmanuel III và nội các chính phủ Ý từ Roma tới La Maddalena, nên Bergamini vẫn giữ nguyên điểm đến đầu tiên của hạm đội là ở La Maddalena, một căn cứ hải quân ở Sardinia. Một khi cập bến La Maddalena, Bergamini sẽ được nhận những chỉ thị tiếp theo (tức đến Malta thuộc Anh) từ Đô đốc Bruno Brivonesi, chỉ huy căn cứ Sardinia, cũng như một số tài liệu liên quan đến các điều kiện của hiệp định đình chiến đối với Hải quân Hoàng gia Ý. Tuy nhiên, việc chuyển giao nhà vua đến La Maddalena đã bị hủy bỏ (thay vào đó ông được một đơn vị tàu khác chở đến Pescara), và khi hạm đội của Bergamini tiến vào vùng biển La Maddalena, quân Đức đã chiếm đóng căn cứ đó để làm cảng trung chuyển quân của họ từ Sardinia đến Corsica. Trước tình hình trên, Bộ chỉ huy Tối cao Hải quân Hoàng gia Ý đã lệnh cho Bergamini đưa hạm đội của ông về Bône do Đồng Minh kiểm soát, và điểm đến tiếp theo sẽ là Malta. Hạm đội sau đó chuyển hướng, nhưng nhanh chóng bị người Đức phát hiện. Biết được rằng tàu chiến Ý đang cố gắng chạy thoát về căn cứ của quân Đồng Minh, Không quân Đức Quốc Xã đã điều động máy bay ném bom Dornier Do 217 trang bị bom thông minh Fritz X đi ngăn chặn hạm đội Ý. Sau một hồi tìm kiếm, nhóm Do 217 phát hiện ra hạm đội của Bergamini ở Eo biển Bonifacio.

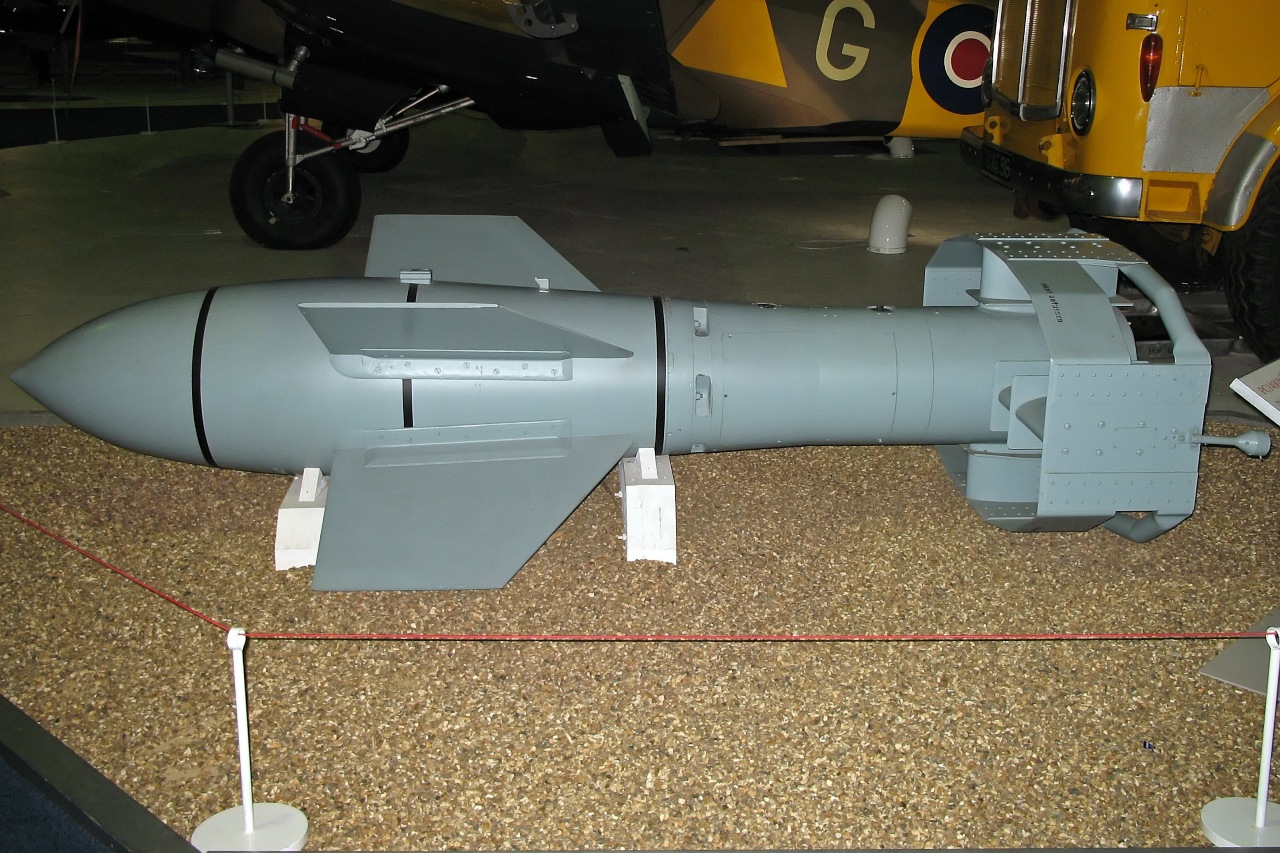
Fritz X - bom thông minh/chống hạm dẫn đường bằng sóng radio của Không quân Đức Quốc Xã.

Những chiếc Do 217 đó tiếp tục bám theo hạm đội Ý một thời gian, nhưng hạm đội Ý không nổ súng mặc dù họ đã phát hiện ra những chiếc máy bay đó từ sớm. Nguyên nhân là những chiếc Do 217 bám theo hạm đội Ý ở khoảng cách rất xa, nên hoa tiêu trên các tàu chiến Ý không thể xác định được đó là máy bay Đồng Minh hay là máy bay Đức, và bản thân Bergamini thì tin rằng đó là nhóm máy bay Đồng Minh làm nhiệm vụ bảo vệ họ như quân Đồng Minh đã hứa. Máy bay Đức sau đó hạ độ cao và tấn công thiết giáp hạm Italia và Roma lúc 15:37. Toàn bộ pháo phòng không bắt đầu khai hỏa và tất cả các tàu chiến Ý chuyển vào trạng thái cơ động né tránh. Khoảng 15 phút sau, Italia trúng một quả Fritz X vào mạn phải tàu, dưới khu vực tháp pháo 381 mm số 2, trong khi Roma trúng một quả Fritz X vào khu vực giữa khoang 100 và 108. Quả bom đâm xuyên qua con tàu và phát nổ ngay bên dưới lườn tàu, làm hỏng nặng dầm thân, làm ngập phòng máy phía sau cùng với hai buồng lò hơi. Nước tràn vào nặng đến mức khiến chân vịt của tàu bị trục trặc và tạo nhiều đám cháy lớn ở trong các khoang đuôi của tàu.

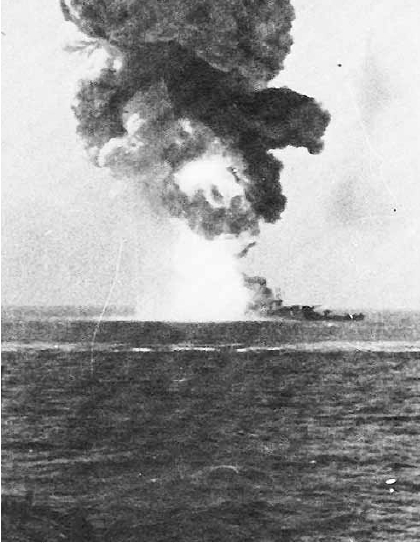
Thiết giáp hạm Roma bốc cháy sau khi trúng quả Fritz X thứ hai vào khu vực mũi tàu, 9 tháng 9 năm 1943.

Roma dần thất tốc và tụt lại phía sau đội hình. Lúc 16:02, quả Fritz X thứ hai được ném khu vực boong bên phải của Roma, giữa khoang 123 và 136. Quả bom phát nổ ngay tại phòng động cơ phía trước, tạo nhiều đám cháy, và làm ngập nặng kho đạn tháp pháo 381 mm số 2 và kho đạn pháo 152 mm ở mạn trái tàu. Vài giây sau đó, kho đạn 381 mm số 2 phát nổ, thổi bay tháp pháo 381 mm số 2 ra khỏi Roma. Vụ nổ kho đạn nghiêm trọng đến mức khiến con tàu bị ngập rất nhanh ở phần mũi tàu. Roma dần chìm xuống theo hướng mũi tàu và ngày một nghiêng hơn về phía mạn phải. Con tàu lật úp rất nhanh và gãy ra làm đôi. Cảnh tượng Roma bị gãy đôi và chìm đã chụp lại bởi một máy bay trinh sát Martin B-26 của Không quân Hoàng gia Anh, do Trung tá Herbert Law-Wright điều khiển ở độ cao trung bình.
Theo báo cáo chính thức, Roma lúc đó có 1.849 sĩ quan và thủy thủ trên tàu, 596 người sống sót và 1.253 người đi theo con tàu. Tuy nhiên, nhà sử học hải quân Francesco Mattesini, sau khi nghiên cứu báo cáo của Pier Paolo Bergamini (con trai của Đô đốc Bergamini), đã kết luận rằng có khoảng 200 thành viên trong ban tham mưu của Bergamini đã có mặt trên Roma lúc đó. Do nhầm lẫn nên tên của họ đã không được đề cập trong các báo cáo điều tra chính thức sau này. Do đó, tổng số người có mặt trên Roma trong chuyến ra khơi cuối cùng là 2.021 người và 1.393 người đã thiệt mạng trong cuộc tấn công.
Trong 15 tháng hoạt động, Roma đã tiến hành 20 chuyến ra khơi, đa phần là thay đổi căn cứ neo đậu và không tham gia bất kỳ chiến dịch chiến đấu nào. Con tàu đã đi được 4.010 kilômét và tiêu thụ khoảng 3.320 tấn dầu cho khoảng 133 giờ di chuyển.

## Phát hiện
Xác của Roma được phát hiện vào tháng 6 năm 2012, bởi tàu thăm dò không người lái Pluto Palla của kỹ sư người Ý Guido Gay. Roma yên nghỉ ở độ sâu khoảng 1.200 mét và cách bờ biển Sardegna khoảng 30 kilômét về phía bắc. Ngày 10 tháng 9 năm 2012, một buổi lễ tưởng niệm đã được tổ chức trên một tàu frigate của Hải quân Ý tại khu vực Roma bị đánh chìm. Bộ trưởng Bộ Quốc phòng Giampaolo Di Paola, nguyên là một Đô đốc Hải quân Ý, đã phát biểu tại buổi lễ rằng những thủy thủ hi sinh ngày hôm đó "là những người anh hùng vô tình tìm thấy chỗ đứng của mình trong lịch sử vì họ đã thực hiện nghĩa vụ của mình đến những giờ phút cuối cùng".

### Sách tham khảo
- Bagnasco, Erminio; de Toro, Augusto (2010). The Littorio Class. Barnsley: Seaforth Publishing. ISBN 978-1-59114-445-8.
- Fioravanzo, Giuseppe (1971). La Marina italiana nella seconda guerra mondiale – Volume XV – La Marina dall'8 settembre 1943 alla fine del conflitto [The Italian Navy in the Second World War – Volume XV – The Navy from 8 September 1943 to the End of the Conflict] (bằng tiếng Ý). Rome: Italian Navy Historical Branch.
- Garzke, William H.; Dulin, Robert O. (1985). Battleships: Axis and Neutral Battleships in World War II. Annapolis: Naval Institute Press. ISBN 0-87021-101-3.
- Haworth, R.B. "Search results for "6114073" (Roma)" (Click on link for ship data). Miramar Ship Index. New Zealand Ship & Marine Society (Inc). Truy cập ngày 21 tháng 11 năm 2009.
- Knox, MacGregor (1982). Mussolini Unleashed, 1939-1941: Politics and Strategy in Fascist Italy's Last War. Cambridge: Cambridge University Press. ISBN 0-521-23917-6. OCLC 7775314.
- Mattesini, Francesco (2002). La Marina e l'8 settembre. Roma: Ufficio Storico della Marina Militare. OCLC 61487486.
- Rohwer, Jürgen (2005). Chronology of the War at Sea, 1939–1945: The Naval History of World War Two. Annapolis: Naval Institute Press. ISBN 978-1-59114-119-8.
- Whitley, M.J. (1998). Battleships of World War Two: An International Encyclopedia. Annapolis: Naval Institute Press. ISBN 1-55750-184-X.
- Gardiner, Robert; Chesneau, Roger, biên tập (1980). Conway's All the World's Fighting Ships, 1922–1946. Annapolis: Naval Institute Press. ISBN 0-87021-913-8.
- Wade, Frank (2005) [1994]. A Midshipman's War: A Young Man in the Mediterranean Naval War 1941–1943. Victoria: Trafford. ISBN 1-4120-7069-4. OCLC 64344050.